# 拉贾·佩尔韦兹·阿什拉夫
拉贾·佩尔韦兹·阿什拉夫（1950年12月26日—），前巴基斯坦总理。
2008年3月至2011年2月在优素福·拉扎·吉拉尼领导的巴基斯坦人民党政府中担任水电部长。
2012年4月26日，巴基斯坦最高法院判决吉拉尼藐视法庭罪成立，原因是他拒绝依据最高法院的命令重启针对巴总统扎尔达里的贪污指控调查。6月19日，巴最高法院宣布，由于总理吉拉尼未就其藐视法庭罪的判决提出上诉，最高法院宣布取消其总理资格。人民黨為免權力真空，权衡利弊的情况下施出的一个缓兵之计，故提名阿什拉夫接任總理，完成吉拉尼剩下的任期。
2013年3月25日，任滿卸任，人民黨完成首個民選政府的五年任期。